# Gemeindevorstand (Österreich)
Der Gemeindevorstand ist eines der beiden kollektiven Verwaltungsorgane in Gemeinden in Österreich (das andere ist der Gemeinderat). Er besteht auf Grund von  Art 117 Abs 1 lit b Bundes-Verfassungsgesetz 1920 (B-VG).

## Name
In Stadtgemeinden wird das Organ Stadtrat, in Städten mit eigenem Statut Stadtsenat genannt. Die Gemeindeordnung des jeweiligen Bundeslandes kann auch einen anderen Namen vorsehen, so wird das Organ in Salzburg als Gemeindevorstehung bezeichnet.

## Zusammensetzung
Die Mitglieder des Gemeindevorstands werden vom Gemeinderat gewählt. Dabei ist gemäß Art. 117 Abs. 5 B-VG das Proporzsystem zu beachten, es haben also grundsätzlich alle im Gemeinderat vertretenen Parteien das Recht auf anteilige Vertretung im Gemeindevorstand. Die Anzahl der Mitglieder des Gemeindevorstands wird allerdings durch die Gemeindeordnung vorgegeben und ist im Allgemeinen an die Anzahl der Mitglieder des Gemeinderats geknüpft. In Oberösterreich beträgt die Anzahl beispielsweise je nach Größe des Gemeinderats zwischen drei und neun Mitgliedern. Daraus kann sich ergeben, dass eine Gemeinderatsfraktion zu klein ist, um rechnerisch Anspruch auf einen Sitz im Gemeindevorstand zu haben.
Üblicherweise sind der Bürgermeister und die Vizebürgermeister Mitglieder des Gemeindevorstandes. Der Bürgermeister führt den Vorsitz im Gemeindevorstand.

## Aufgaben
Die genauen Aufgaben und Rechte des Gemeindevorstandes werden durch die Gemeindeordnung des jeweiligen Bundeslandes definiert. Üblicherweise ist der Gemeindevorstand für die Vorberatung von Angelegenheiten zuständig, die in die Zuständigkeit des Gemeinderates fallen. Daneben ist – je nach Landes-Gemeindeordnung – ein Katalog von weiteren Aufgaben dem Gemeindevorstand übertragen. Zusätzliche Entscheidungsbefugnisse können dem Gemeindevorstand vom Gemeinderat im Einzelfall übertragen werden.
Insbesondere in Statutarstädten (sie fungieren verfassungsgemäß auch als Bezirksverwaltungsbehörde) sind die Aufgaben des Gemeindevorstandes, des Stadtsenates, meist umfangreicher. So können hier Agenden mittels Ressortverantwortlichkeit auf einzelne Mitglieder aufgeteilt sein, wie dies z. B. beim Wiener Stadtsenat der Fall ist.